# Водоспускні споруди

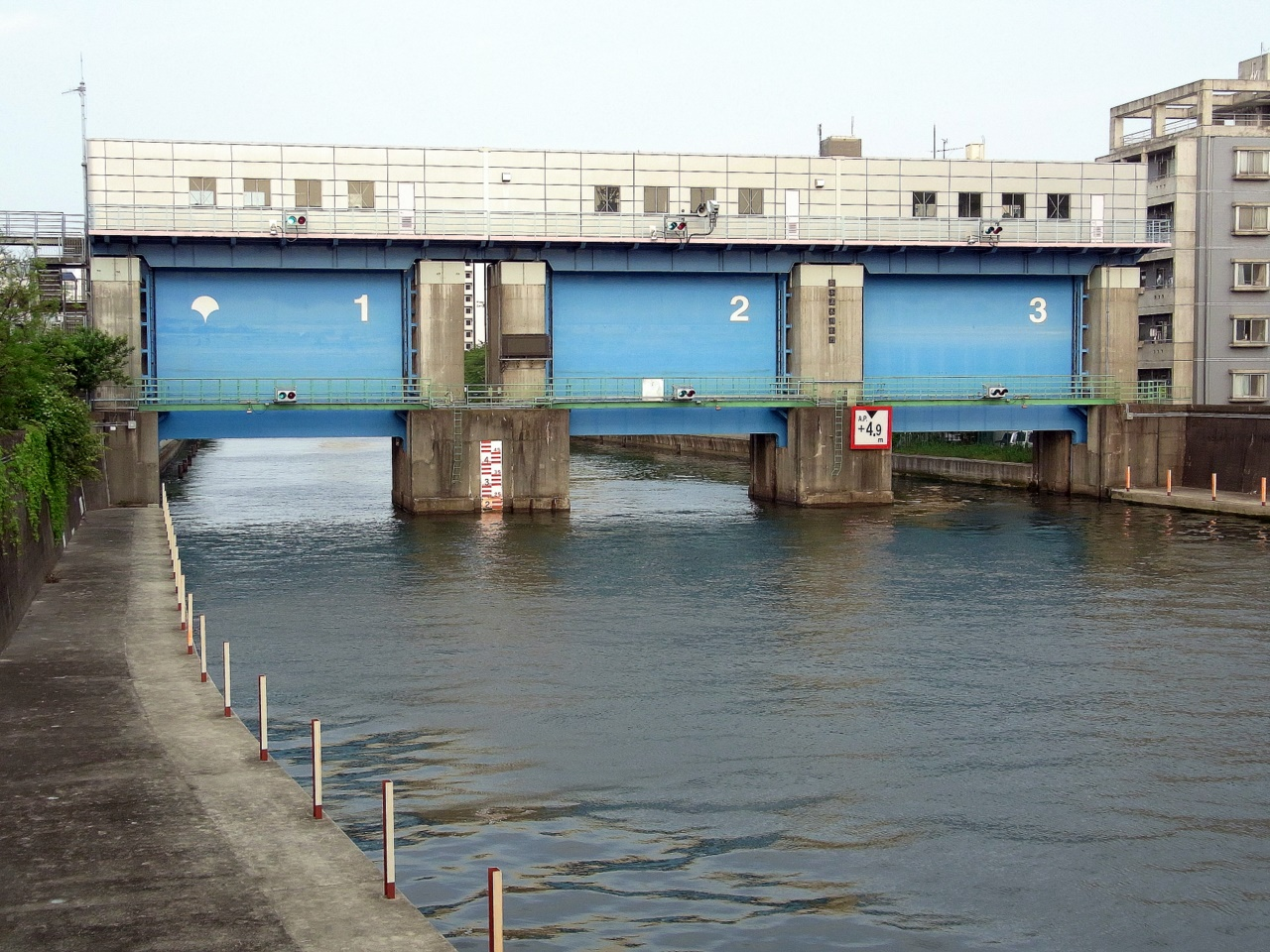
Водоспуск в Токіо, який призначений для регулювання рівня води в умовах тайфуну.

Водоспускні́ спору́ди (водоспуски) — гідротехнічні споруди, призначені для повного спуску води із ставів у період остаточного облову риби, регулювання рівня води протягом сезону, вирощування риби і створення необхідної проточності. 
Водоспуски розташовують у тілі греблі, дамби або у берегах руслових ставів у найглибшій частині водойми.